# دنیل گرنت (فیلمبردار)
دنیل گرنت یک فیلمبردار کانادایی است. او بیشتر به خاطر کارش در فیلم مستند پیامبر، که برای آن نامزد جایزه بهترین فیلمبرداری در یک فیلم مستند در چهارمین دوره جوایز نمایشی کانادا در سال ۲۰۱۶ شد و فیلم داستانی اوکتاویو مرده‌است! مورد توجه قرار گرفت، که برای آن نامزد جایزه بهترین فیلمبرداری در هفتمین دوره جوایز نمایشی کانادا در سال ۲۰۱۹ شد
از دیگر آثار او می‌توان به فیلم‌های شوهر، آنچه داریم (Ce qu'on a)، به درون جنگل، ای‌آرکیو، تامی همیشه در حال مردن، بقیه ما، مهاجمان شب و همه اندوه‌های من اشاره کرد.